# Stile Antico
Cet article concerne l'ensemble vocale. Pour l'article sur la musique du XVIIe siècle écrite dans le style ancien, voir stile antico.
Stile Antico est un ensemble vocal britannique, fondé en 2001, qui se spécialise dans l'interprétation de la musique ancienne et de la musique baroque.

## Historique
Tout comme les ensembles vocaux The Tallis Scholars et The Sixteen, l'ensemble Stile Antico trouve ses racines dans l'activité des chorales des universités d'Oxford et de Cambridge, mais contrairement à la tradition dans la musique polyphonique, il n'y a aucun chef de chœur. Les chanteurs du groupe répètent et se produisent comme des musiciens de musique de chambre, sans la présence d'un chef.
En 2005, Stile Antico remporte le prix du public au concours Early Music Network Young Artist. En 2007, il enregistre le premier d'une série de CD pour le label Harmonia Mundi. Ce disque intitulé Music for Compline est nommé à la 50e cérémonie des Grammy Awards et remporte divers prix, dont, en France, un Diapason d'or de l'année. Le CD Song of Songs (2009) est lauréat du Gramophone Award de la musique ancienne, occupe pendant trois semaines la première place de la liste des enregistrements classiques du magazine Billboard et est également nommé à la 52e cérémonie des Grammy Awards.
En 2020, Stile Antico signe un contrat pour ses futurs enregistrements avec le label Decca Classics. 
Stile Antico donne aussi des concerts à travers le monde.

## Discographie
Les enregistrements sont tous édités sous le label Harmonia Mundi jusqu'en 2019, puis sous le label Decca Classics. 
- Music for Compline (2007) - Prix et distinctions : 2007 :  Diapason d'or de l'année, CHOC du Monde de la Musique, Preis der deutschen Schallplattenkritik (mai 2007), Classics Today 10/10
- Heavenly Harmonies (2008)  Prix et distinctions : 2008 : Diapason d'or (avril 2008), Preis der deutschen Schallplattenkritik (mai 2008), Classics Today 10/10
- Song of Songs (2009) - Prix et distinctions : 2009 : Gramophone Award for Early Music (2009), Choc de Classica (mai 2009), Classics Today 10/10
- Media vita in morte sumus (2010) - Prix et distinctions : 2010 : Preis der deutschen Schallplattenkritik (mai 2010), Classics Today 10/10
- Puer natus est (2010) - Prix et distinctions : 2010 : Diapason d'or (octobre 2010), Edison Klassiek (2011), Preis der deutschen Schallplattenkritik (2011), International Record Review 'Outstanding' (octobre 2010), Choc de Classica (novembre 2010), Classics Today 10/10
- Tune Thy Musicke to Thy Hart (2012) - Prix et distinctions : 2012 : Choc de Classica (mars 2012)
- Passion and Resurrection (2012) - Prix et distinctions : 2012 : Classics Today 10/10
- The Phoenix Rising (2013) - Prix et distinctions : 2013 : Diapason d'or (septembre 2013), Preis der deutschen Schallplattenkritik (2013), Choc de Classica (2013), International Record Review 'Outstanding' (septembre 2013), Classics Today 10/10, Fono Forum Empfehlung des Monat (octobre 2013)
- From the Imperial Court (2014) - Prix et distinction : 2014 : Le Choix de France Musique
- A Wondrous Mystery (2015) - Prix et distinctions : 2015 : Classics Today 10/10
- Divine Theatre - Sacred Motets by Giaches de Wert (2016)
- Tenebræ Responsories (2017) - Prix et distinctions 2018 : Choc de Classica (mars 2018)
- In a Strange Land (2018) - Prix et distinctions 2019 : Diapason d’Or (février 2019)
- A Spanish Nativity (2019)
- The Golden Renaissance: Josquin des Prez (2021) - Prix et distinctions 2021 : Gramophone Award for Spatial Audio
- The Golden Renaissance: William Byrd (2023)